# Apostoł III

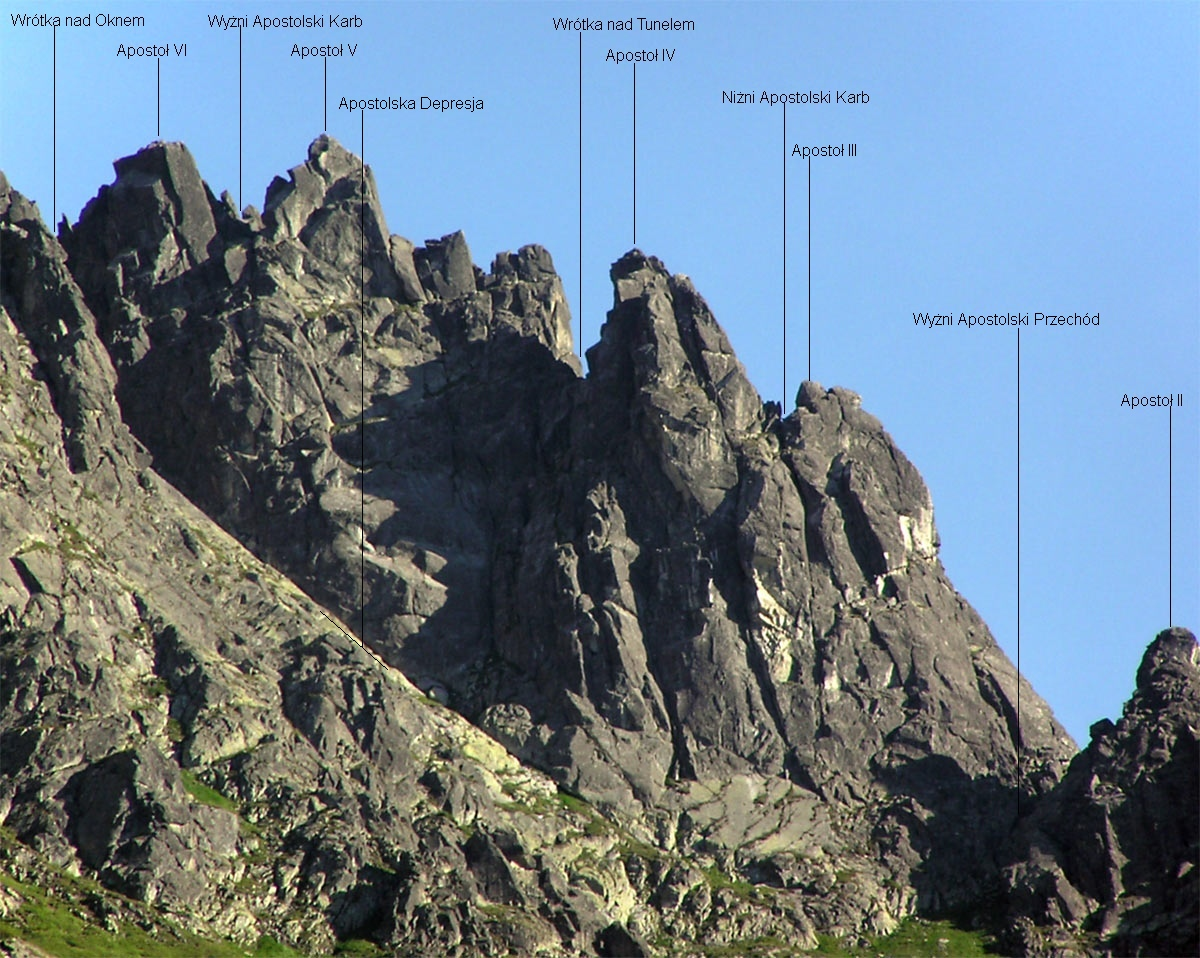
Grań Apostołów

Apostoł III (niem. Apostel III, słow. Apoštol III, węg. Harmadik-Apostol, ok. 1945 m) – turnia w Grani Apostołów w polskiej części Tatr Wysokich. Jest jedną z siedmiu turni tej grani. Od położonego wyżej Apostoła IV oddzielona jest płytkim wcięciem Niżniego Apostolskiego Karbu (ok. 1940 m), od położonego niżej Apostoła II głębokim Wyżnim Apostolskim Przechodem (ok. 1870 m). Północna ściana Apostoła II opadająca do Apostolskiej Depresji ma wysokość około 100 m, południowa, opadająca do Diablej Depresji jest niższa, ale również stroma.
Apostoł III zbudowany jest z litej skały. Ma dwa blisko siebie położone wierzchołki prawie tej samej wysokości. W ścianie opadającej do Wyżniego Apostolskiego Przechodu znajduje się lita Płyta Bluma. Wraz z Ryskami Długosza na Apostole V są to wśród taterników najbardziej znane obiekty Grani Apostołów. Poniżej Płyty Bluma od Apostoła III odbiega na południowy zachód krótka, skalista grzęda dzieląca Diablą Depresję na dwie gałęzie.
Najłatwiejsze wejście na Apostoła III jest eksponowane i jest to II w skali tatrzańskiej. Zgodnie z przyjętymi ustaleniami turnia ta dostępna jest więc tylko dla taterników. Pierwsze wejście: Witold Henryk Paryski 9 września 1936 r. Pierwsze przejście przez Płytę Bluma (V): Jazon Blum, Halina Ptakowska i Zdzisław Dąbrowski 23 sierpnia 1937 r. Pierwsze przejście z Wyżniego Apostolskiego Przechodu zachodnią ścianą Apostoła II (V): Orla Gorska i Jan Długosz 2 sierpnia 1950 r. Obecnie jednak rejon ten znajduje się w zamkniętym dla turystów i taterników obszarze ochrony ścisłej Tatrzańskiego Parku Narodowego i TANAP-u. Na zachodnich (polskich) zboczach Żabiej Grani taternictwo można uprawiać na południe od Białczańskiej Przełęczy.